# Fernando Helguera Villa
Fernando Helguera Villa (1939 - 1979) poeta y periodista mexicano nacido en Mérida, Yucatán y muerto en la Ciudad de México en donde residió la mayor parte de su vida adulta. Autor entre otros de Yo, como  pez que fue prologado por Juan de la Cabada.
Fue director del Museo Nacional de Artesanías (México). En el Canal 13 de televisión de México dirigió el programa - noticiero Así fue la semana. En Yucatán fue colaborador del periódico Avance dirigido por Fernando Alcalá Bates. 